# Caustogryllacris beccarii
Caustogryllacris beccarii är en insektsart som först beskrevs av Griffini 1908.  Caustogryllacris beccarii ingår i släktet Caustogryllacris och familjen Gryllacrididae. Inga underarter finns listade i Catalogue of Life.